# Humbertiella quararibeoides
Humbertiella quararibeoides är en malvaväxtart som beskrevs av Bénédict Pierre Georges Hochreutiner. Humbertiella quararibeoides ingår i släktet Humbertiella och familjen malvaväxter. Inga underarter finns listade i Catalogue of Life.